# Вајпио Ејкерс (Хаваји)
Вајпио Ејкерс (енгл. Waipio Acres) насељено је место за статистичке потребе у америчкој савезној држави Хаваји. По попису становништва из 2010. у њему је живело 5.236 становника.

## Демографија
Према попису становништва из 2010. у граду је живело 5.236 становника, што је -62 (-1.2%) становника више него 2000. године.
| Група             | 2000.         | 2010.         |
| Белци             | 912 (17,2%)   | 890 (17,0%)   |
| Афроамериканци    | 276 (5,2%)    | 172 (3,3%)    |
| Азијати           | 1.948 (36,8%) | 1.854 (35,4%) |
| Хиспаноамериканци | 622 (11,7%)   | 700 (13,4%)   |
| Укупно            | 5.298         | 5.236         |